# Hellas Verona Football Club 2004-2005
Questa pagina raccoglie i dati riguardanti l'Hellas Verona Football Club nelle competizioni ufficiali della stagione 2004-2005.

## Stagione
Nella stagione 2004-2005 l'Hellas Verona disputa il campionato di Serie B, raccoglie 61 punti con l'ottava posizione. In questa stagione per la prima volta vengono disputati in Serie B i Play-off, sono promosse direttamente le prime due classificate, mentre la terza promossa sarà la vincente di un mini torneo di semifinali e finali tra la terza, la quarta, la quinta e la sesta classificate, se la differenza tra seconda e terza è inferiore ai 10 punti. L'Hellas non accede ai Play-off per un solo punto. Li disputa l'Ascoli che con 62 punti si era piazzato in sesta posizione. Al termine del campionato proprio l'Ascoli salirà in Serie A con Treviso ed Empoli, perché il Genoa che aveva vinto il campionato, viene retrocesso in Serie C1 per un illecito sportivo, ed il Torino che aveva appena vinto i Play-off, si vede costretto a ripartire dal campionato cadetto, per un dissesto finanziario.
Nel Verona allenato da questa stagione da Massimo Ficcadenti, ottimo il torneo disputato dall'albanese Erjon Bogdani che ha realizzato 17 reti in campionato. Nella Coppa Italia l'Hellas disputa il quinto girone di qualificazione, che ha promosso la Fiorentina.

## Divise e sponsor
Vengono mantenuti sponsor tecnico, Legea e commerciale, Clerman. Le maglie vengono leggermente modificate dalla stagione precedente, il collo diventa a "V" incompleta e i polsini diventano interamente gialli con una piccola striscia blu, viceversa su quella da trasferta. In occasione del ventesimo anniversario dello scudetto, la Legea realizza inoltre una replica della divisa casalinga.
| Casa | Trasferta | Celebrativa |

## Rosa
| N. |                    | Ruolo | Calciatore         |
| -- | ------------------ | ----- | ------------------ |
| 1  | Italia (bandiera)  | P     | Gianluca Pegolo    |
| 2  | Italia (bandiera)  | D     | Mattia Cassani     |
| 3  | Italia (bandiera)  | D     | Dario Biasi        |
| 4  | Italia (bandiera)  | C     | Alessandro Mazzola |
| 5  | Italia (bandiera)  | D     | Alberto Comazzi    |
| 6  | Italia (bandiera)  | D     | Andrea Dossena     |
| 7  | Italia (bandiera)  | A     | Andrea Cossu       |
| 8  | Italia (bandiera)  | C     | Andrea Doardo      |
| 9  | Albania (bandiera) | A     | Florian Myrtaj     |
| 9  | Italia (bandiera)  | A     | Alessandro Rosina  |
| 10 | Brasile (bandiera) | A     | Adaílton           |
| 11 | Senegal (bandiera) | A     | Papa Waigo         |
| 12 | Italia (bandiera)  | P     | Federico Cecchini  |
| 13 | Italia (bandiera)  | D     | Marco Turati       |
| 14 | Italia (bandiera)  | D     | Luca Pinali        |
| 14 | Italia (bandiera)  | C     | Domenico De Simone |
| 15 | Italia (bandiera)  | C     | Andrea Briglia     |
| 17 | Italia (bandiera)  | D     | Carlo Gervasoni    |
| 18 | Italia (bandiera)  | C     | Luigi Pagliuca     |

| N. |                           | Ruolo | Calciatore        |
| -- | ------------------------- | ----- | ----------------- |
| 18 | Svizzera (bandiera)       | C     | Lionel Pizzinat   |
| 20 | Australia (bandiera)      | P     | Jess Vanstrattan  |
| 21 | Costa d'Avorio (bandiera) | D     | Didier Angan      |
| 22 | Italia (bandiera)         | A     | Antimo Iunco      |
| 23 | Italia (bandiera)         | C     | Cristian Agnelli  |
| 23 | Italia (bandiera)         | C     | Nicola Iachemet   |
| 24 | Italia (bandiera)         | D     | Carlo Teodorani   |
| 26 | Italia (bandiera)         | C     | Marco Mancinelli  |
| 27 | Italia (bandiera)         | C     | Martino Melis     |
| 28 | Italia (bandiera)         | C     | Francesco Lovatin |
| 29 | Italia (bandiera)         | D     | Davide Lorenzi    |
| 30 | Italia (bandiera)         | C     | Tiberio Guarente  |
| 40 | Croazia (bandiera)        | D     | Anthony Šerić     |
| 77 | Italia (bandiera)         | C     | Vincenzo Italiano |
| 79 | Italia (bandiera)         | C     | Evans Soligo      |
| 81 | Albania (bandiera)        | A     | Erjon Bogdani     |
| 84 | Italia (bandiera)         | A     | Marco Fummo       |
| 85 | Svizzera (bandiera)       | C     | Valon Behrami     |
| 99 | Italia (bandiera)         | A     | Edoardo Artistico |

## Calciomercato

### Sessione estiva(dall'1/7 al 31/8)
| Acquisti | Acquisti            | Acquisti     | Acquisti                         |
| R.       | Nome                | da           | Modalità                         |
| -------- | ------------------- | ------------ | -------------------------------- |
| P        | Jess Vanstrattan    | Juventus     | riscatto comproprietà            |
| D        | Dario Ciminari      | Vibonese     | definitivo                       |
| D        | Nicola Diliso       | Catania      | fine prestito                    |
| D        | Carlo Gervasoni     | Genoa        | comproprietà                     |
| D        | Stefano Pastrello   | Milan        | riscatto comproprietà            |
| D        | Anthony Šerić       | Parma        | fine prestito                    |
| C        | Valon Behrami       | Genoa        | prestito                         |
| C        | Giuseppe Colucci    | Brescia      | fine prestito                    |
| C        | Andrea Doardo       | Grosseto     | fine prestito                    |
| C        | Tiberio Guarente    | Atalanta     | comproprietà                     |
| C        | Simon Laner         | Carrarese    | fine prestito                    |
| C        | Francesco Lovatin   | Imolese      | fine prestito                    |
| C        | Marco Mancinelli    | Martina      | fine prestito                    |
| C        | Luca Pace           | Martina      | fine prestito                    |
| C        | Luigi Pagliuca      | Perugia      | comproprietà                     |
| C        | Andrea Pisanu       | Varese       | fine prestito                    |
| A        | Adaílton            | Parma        | riscatto comproprietà            |
| A        | Fabio Alterio       | Martina      | fine prestito                    |
| A        | Erjon Bogdani       | Reggina      | prestito con diritto di riscatto |
| A        | Alberto Castioni    | Imolese      | fine prestito                    |
| A        | Gianluca De Angelis | Torres       | fine prestito                    |
| A        | Mario Fummo         | Pro Vercelli | fine prestito                    |
| A        | Antimo Iunco        | Brindisi     | riscatto comproprietà            |
| A        | Florian Myrtaj      | Parma        | riscatto comproprietà            |

| Cessioni | Cessioni                | Cessioni    | Cessioni                         |
| R.       | Nome                    | a           | Modalità                         |
| -------- | ----------------------- | ----------- | -------------------------------- |
| P        | Domenico Doardo         | Novara      | definitivo                       |
| P        | Davide Zomer            | Treviso     | definitivo                       |
| D        | Omar Campana            | Reggiana    | definitivo                       |
| D        | Marco Cassetti          | Lecce       | riscatto comproprietà            |
| D        | Dario Ciminari          | Martina     | prestito                         |
| D        | Nicola Diliso           | Perugia     | comproprietà                     |
| D        | Mauro Minelli           | Atalanta    | riscatto comproprietà            |
| D        | Anthony Šerić           | Lazio       | prestito                         |
| C        | Sergio Bernardo Almirón | Udinese     | fine prestito                    |
| C        | Giuseppe Colucci        | Reggina     | prestito con diritto di riscatto |
| C        | Enrico Cortese          | Milan       | riscatto comproprietà            |
| C        | Simon Laner             | Castelnuovo | prestito                         |
| C        | Luca Lomi               | Südtirol    | comproprietà                     |
| C        | Francesco Lovatin       | Martina     | prestito                         |
| C        | Andrea Pisanu           | Parma       | definitivo                       |
| C        | Emiliano Salvetti       | Cesena      | definitivo                       |
| C        | Salvatore Vicari        | Reggina     | fine prestito                    |
| A        | Elvis Abbruscato        | Arezzo      | riscatto comproprietà            |
| A        | Federico Ligori         | Spezia      | comproprietà                     |
| A        | Adrian Mihalcea         | Genoa       | risoluzione comproprietà         |

### Sessione invernale(dal 2/1 all'1/2)
| Acquisti | Acquisti           | Acquisti  | Acquisti                         |
| R.       | Nome               | da        | Modalità                         |
| -------- | ------------------ | --------- | -------------------------------- |
| C        | Domenico De Simone | Catanzaro | prestito                         |
| C        | Lionel Pizzinat    | Bari      | definitivo                       |
| C        | Evans Soligo       | Palermo   | prestito                         |
| A        | Edoardo Artistico  | Pistoiese | definitivo                       |
| A        | Alessandro Rosina  | Parma     | prestito con diritto di riscatto |

| Cessioni | Cessioni          | Cessioni      | Cessioni      |
| R.       | Nome              | a             | Modalità      |
| -------- | ----------------- | ------------- | ------------- |
| D        | Luca Pinali       | Portogruaro   | prestito      |
| D        | Carlo Teodorani   | Reggiana      | prestito      |
| C        | Cristian Agnelli  | Lecce         | fine prestito |
| C        | Vincenzo Italiano | Genoa         | comproprietà  |
| C        | Luca Pace         | Portogruaro   | prestito      |
| C        | Luigi Pagliuca    | Spezia        | prestito      |
| A        | Fabio Alterio     | Belluno       | prestito      |
| A        | Giovanni Foderaro | Vigor Lamezia | prestito      |
| A        | Marco Fummo       | Como          | prestito      |
| A        | Florian Myrtaj    | Catanzaro     | definitivo    |

## Risultati

### Serie B

#### Girone di andata
| Arbitro: | Brighi (Cesena) |

|                                           |           |           |
| Marazzina 11’ Quagliarella 36’ Codrea 39’ | Marcatori | 81’ Cossu |

| Arbitro: | P.S. Mazzoleni (Bergamo) |

|  |           |            |
|  | Marcatori | 45+1’ Lodi |

| Arbitro: | Tagliavento (Terni) |

|                               |           |                       |
| Guidoni 52’, 78’ Anderson 71’ | Marcatori | 11’ Bogdani 20’ Biasi |

| Arbitro: | Trefoloni (Siena) |

|                                                    |           |                                |
| Biasi 3’ Cossu 12’ Adaílton 56’, 90’ Bogdani 90+5’ | Marcatori | 5’, 45+1’ Spinesi 30’ De Zerbi |

| Arbitro: | Stefanini (Prato) |

|  |           |             |
|  | Marcatori | 90+1’ Iunco |

| Verona 6 ottobre 2004, ore 20:30 CEST 6ª giornata | Verona              | 0 – 0 referto | Bari | Stadio Marcantonio Bentegodi (10 217 spett.)\| Arbitro: \| Giannoccaro (Lecce) \| |
| Arbitro:                                          | Giannoccaro (Lecce) |               |      |                                                                                   |

| Arbitro: | Rocchi (Firenze) |

|                    |           |             |
| Cristiano 61’, 69’ | Marcatori | 71’ Bogdani |

| Arbitro: | Tombolini (Ancona) |

|                                                 |           |  |
| Italiano 43’ Bogdani 44’ Cossu 51’ Adaílton 57’ | Marcatori |  |

| Arbitro: | De Marco (Chiavari) |

|                 |           |                                 |
| Moscardelli 68’ | Marcatori | 56’ (rig.) Adaílton 88’ Bogdani |

| Arbitro: | P.S. Mazzoleni (Bergamo) |

|           |           |              |
| Milito 3’ | Marcatori | 52’ Adaílton |

| Arbitro: | Nucini (Bergamo) |

|                                     |           |  |
| Cossu 30’ Myrtaj 48’ Papa Waigo 85’ | Marcatori |  |

| Arbitro: | Racalbuto (Gallarate) |

|                               |           |                            |
| Bogdani 46’, 53’ Adaílton 81’ | Marcatori | 48’ Possanzini 67’ Testini |

| Arbitro: | Rocchi (Firenze) |

|               |           |  |
| Reginaldo 86’ | Marcatori |  |

| Arbitro: | Messina (Bergamo) |

|                          |           |                  |
| Adaílton 32’ Bogdani 48’ | Marcatori | 36’, 45’ Salgado |

| Arbitro: | Nucini (Bergamo) |

|                              |           |                          |
| Gastaldello 70’ Guzmán 90+3’ | Marcatori | 25’ Italiano 45’ Bogdani |

| Arbitro: | De Marco (Chiavari) |

|            |           |           |
| Behrami 4’ | Marcatori | 65’ Terra |

| Arbitro: | Nucini (Bergamo) |

|  |           |                                        |
|  | Marcatori | 20’ (aut.) G. Delvecchio 90+2’ Bogdani |

| Arbitro: | Cruciani (Pesaro) |

|                                                         |           |                             |
| Gervasoni 53’ Iunco 61’ Italiano 68’ Bogdani 72’, 90+4’ | Marcatori | 22’, 46’ Bonanni 79’ Rigoni |

| Arbitro: | Nucini (Bergamo) |

|              |           |                         |
| Palladino 7’ | Marcatori | 8’ Italiano 66’ Behrami |

| Arbitro: | Pantana (Macerata) |

|                                      |           |            |
| Papa Waigo 39’, 88’ Bogdani 41’, 70’ | Marcatori | 69’ Vicari |

| Arbitro: | Dattilo (Locri) |

|              |           |  |
| Beghetto 86’ | Marcatori |  |

#### Girone di ritorno
| Arbitro: | Dondarini (Finale Emilia) |

|                       |           |  |
| Behrami 41’ Cossu 86’ | Marcatori |  |

| Arbitro: | Cassarà (Palermo) |

|            |           |  |
| Saudati 5’ | Marcatori |  |

| Arbitro: | De Marco (Chiavari) |

|              |           |  |
| Adaílton 78’ | Marcatori |  |

| Arbitro: | Palanca (Roma) |

|                         |           |              |
| Spinesi 54’ Gentile 85’ | Marcatori | 75’ Adaílton |

| Arbitro: | Tombolini (Ancona) |

|                        |           |                      |
| Rosina 39’ Bogdani 69’ | Marcatori | 90+2’ (rig.) Cavalli |

| Arbitro: | Rizzoli (Bologna) |

|             |           |  |
| Dionigi 25’ | Marcatori |  |

| Arbitro: | Palanca (Roma) |

|                |           |                         |
| Iunco 45’, 47’ | Marcatori | 26’ Colacone 45+1’ Fini |

| Arbitro: | P.S. Mazzoleni (Bergamo) |

|                  |           |             |
| Biasi 43’ (aut.) | Marcatori | 73’ Dossena |

| Verona 17 marzo 2005, ore 20:45 CET 30ª giornata | Verona              | 0 – 0 referto | Triestina | Stadio Marcantonio Bentegodi (13 805 spett.)\| Arbitro: \| De Marco (Chiavari) \| |
| Arbitro:                                         | De Marco (Chiavari) |               |           |                                                                                   |

| Arbitro: | Cassarà (Palermo) |

|           |           |            |
| Iunco 51’ | Marcatori | 20’ Milito |

| Arbitro: | Dondarini (Finale Emilia) |

|                           |           |  |
| Graffiedi 12’ Sommese 84’ | Marcatori |  |

| Arbitro: | Gabriele (Frosinone) |

|              |           |               |
| Regonesi 57’ | Marcatori | 29’ Gervasoni |

| Arbitro: | Messina (Bergamo) |

|                       |           |             |
| Bogdani 26’ Cossu 58’ | Marcatori | 27’ Barreto |

| Arbitro: | Ayroldi (Molfetta) |

|            |           |                      |
| Di Deo 38’ | Marcatori | 83’ (rig.) Artistico |

| Verona 30 aprile 2005, ore 20:30 CEST 36ª giornata | Verona            | 0 – 0 referto | Crotone | Stadio Marcantonio Bentegodi (12 284 spett.)\| Arbitro: \| Cruciani (Pesaro) \| |
| Arbitro:                                           | Cruciani (Pesaro) |               |         |                                                                                 |

| Arbitro: | M. Mazzoleni (Bergamo) |

|                |           |                |
| Mariniello 65’ | Marcatori | 57’ Papa Waigo |

| Arbitro: | Bergonzi (Genova) |

|               |           |                                 |
| Bogdani 90+2’ | Marcatori | 37’ (rig.) Milanese 40’ Baiocco |

| Vicenza 21 maggio 2005, ore 20:30 CEST 39ª giornata | Vicenza           | 0 – 0 referto | Verona | Stadio Romeo Menti (11 754 spett.)\| Arbitro: \| Trefoloni (Siena) \| |
| Arbitro:                                            | Trefoloni (Siena) |               |        |                                                                       |

| Arbitro: | Dattilo (Locri) |

|            |           |            |
| Rosina 10’ | Marcatori | 58’ Rubino |

| Arbitro: | Pantana (Macerata) |

|               |           |           |
| Ottonello 58’ | Marcatori | 65’ Iunco |

| Arbitro: | M. Mazzoleni (Bergamo) |

|               |           |  |
| Gervasoni 78’ | Marcatori |  |

### Coppa Italia

#### Fase a gironi
| Arbitro: | P.S. Mazzoleni (Bergamo) |

|  |           |                       |
|  | Marcatori | 31’ Agnelli 61’ Fummo |

| Arbitro: | Rocchi (Firenze) |

|  |           |                       |
|  | Marcatori | 20’ Beghetto 65’ Pepe |

| Arbitro: | Tombolini (Ancona) |

|                             |           |  |
| Riganò 5’, 70’ Portillo 61’ | Marcatori |  |

## Statistiche

### Statistiche di squadra
| Competizione | Punti | In casa | In casa | In casa | In casa | In casa | In casa | In trasferta | In trasferta | In trasferta | In trasferta | In trasferta | In trasferta | Totale | Totale | Totale | Totale | Totale | Totale | D.R. |
| Competizione | Punti | G       | V       | N       | P       | Gf      | Gs      | G            | V            | N            | P            | Gf           | Gs           | G      | V      | N      | P      | Gf     | Gs     | D.R. |
| ------------ | ----- | ------- | ------- | ------- | ------- | ------- | ------- | ------------ | ------------ | ------------ | ------------ | ------------ | ------------ | ------ | ------ | ------ | ------ | ------ | ------ | ---- |
| Serie B      | 61    | 21      | 11      | 8       | 2       | 40      | 21      | 21           | 4            | 8            | 9            | 20           | 26           | 42     | 15     | 16     | 11     | 60     | 47     | +13  |
| Coppa Italia | -     | 1       | 0       | 0       | 1       | 0       | 2       | 2            | 1            | 0            | 1            | 2            | 3            | 3      | 1      | 0      | 2      | 2      | 5      | -3   |
| Totale       | 61    | 22      | 11      | 8       | 3       | 40      | 23      | 23           | 5            | 8            | 10           | 22           | 29           | 45     | 16     | 16     | 13     | 62     | 52     | +10  |

### Andamento in campionato
| Giornata  | 1  | 2  | 3  | 4  | 5  | 6  | 7  | 8  | 9  | 10 | 11 | 12 | 13 | 14 | 15 | 16 | 17 | 18 | 19 | 20 | 21 | 22 | 23 | 24 | 25 | 26 | 27 | 28 | 29 | 30 | 31 | 32 | 33 | 34 | 35 | 36 | 37 | 38 | 39 | 40 | 41 | 42 |
| --------- | -- | -- | -- | -- | -- | -- | -- | -- | -- | -- | -- | -- | -- | -- | -- | -- | -- | -- | -- | -- | -- | -- | -- | -- | -- | -- | -- | -- | -- | -- | -- | -- | -- | -- | -- | -- | -- | -- | -- | -- | -- | -- |
| Luogo     | T  | C  | T  | C  | T  | C  | T  | C  | T  | T  | C  | C  | T  | C  | T  | C  | T  | C  | T  | C  | T  | C  | T  | C  | T  | C  | T  | C  | T  | C  | C  | T  | T  | C  | T  | C  | T  | C  | T  | C  | T  | C  |
| Risultato | P  | P  | P  | V  | V  | N  | P  | V  | V  | N  | V  | V  | P  | N  | N  | N  | V  | V  | V  | V  | P  | V  | P  | V  | P  | V  | P  | N  | N  | N  | N  | P  | N  | V  | N  | N  | N  | P  | N  | N  | N  | V  |
| Posizione | 19 | 19 | 20 | 14 | 13 | 13 | 14 | 12 | 11 | 12 | 7  | 5  | 7  | 6  | 5  | 6  | 5  | 5  | 5  | 4  | 5  | 3  | 5  | 2  | 4  | 3  | 5  | 5  | 6  | 6  | 5  | 7  | 7  | 6  | 5  | 6  | 6  | 8  | 8  | 8  | 8  | 7  |

Legenda:

Luogo: C = Casa; T = Trasferta. Risultato: V = Vittoria; N = Pareggio; P = Sconfitta.

### Statistiche dei giocatori
Sono in corsivo i calciatori che hanno lasciato la società a stagione in corso.
| Giocatore      | Serie B  | Serie B | Serie B     | Serie B    | Coppa Italia | Coppa Italia | Coppa Italia | Coppa Italia | Totale   | Totale | Totale      | Totale     |
| Giocatore      | Presenze | Reti    | Ammonizioni | Espulsioni | Presenze     | Reti         | Ammonizioni  | Espulsioni   | Presenze | Reti   | Ammonizioni | Espulsioni |
| -------------- | -------- | ------- | ----------- | ---------- | ------------ | ------------ | ------------ | ------------ | -------- | ------ | ----------- | ---------- |
| M. Adaílton    | 29       | 9       | 2           | 0          | 3            | 0            | 0            | 0            | 32       | 9      | 2           | 0          |
| C. Agnelli     | 6        | 0       | 0           | 0          | 3            | 1            | 0            | 0            | 9        | 1      | 0           | 0          |
| D. Angan       | 7        | 0       | 0           | 0          | -            | -            | -            | -            | 7        | 0      | 0           | 0          |
| E. Artistico   | 9        | 0       | 0           | 1          | -            | -            | -            | -            | 9        | 0      | 0           | 1          |
| V. Behrami     | 33       | 3       | 9           | 0          | -            | -            | -            | -            | 33       | 3      | 9           | 0          |
| D. Biasi       | 33       | 2       | 8           | 2          | 1            | 0            | 0            | 0            | 34       | 2      | 8           | 2          |
| E. Bogdani     | 38       | 17      | 7           | 0          | 1            | 0            | 0            | 0            | 39       | 17     | 7           | 0          |
| A. Briglia     | 0        | 0       | 0           | 0          | -            | -            | -            | -            | 0        | 0      | 0           | 0          |
| M. Cassani     | 40       | 0       | 7           | 1          | 3            | 0            | 0            | 0            | 43       | 0      | 7           | 1          |
| F. Cecchini    | 0        | 0       | 0           | 0          | -            | -            | -            | -            | 0        | 0      | 0           | 0          |
| A. Comazzi     | 31       | 0       | 4           | 2          | 3            | 0            | 0            | 0            | 34       | 0      | 4           | 2          |
| A. Cossu       | 33       | 6       | 10          | 0          | 3            | 0            | 0            | 0            | 36       | 6      | 10          | 0          |
| D. De Simone   | 14       | 0       | 4           | 0          | -            | -            | -            | -            | 14       | 0      | 4           | 0          |
| A. Doardo      | 0        | 0       | 0           | 0          | -            | -            | -            | -            | 0        | 0      | 0           | 0          |
| A. Dossena     | 39       | 1       | 7           | 1          | 3            | 0            | 0            | 0            | 42       | 1      | 7           | 1          |
| M. Fummo       | 1        | 0       | 0           | 0          | 2            | 1            | 0            | 0            | 3        | 1      | 0           | 0          |
| C. Gervasoni   | 24       | 3       | 5           | 1          | 1            | 0            | 0            | 1            | 25       | 3      | 5           | 2          |
| T. Guarente    | 17       | 0       | 3           | 0          | 3            | 0            | 0            | 0            | 20       | 0      | 3           | 0          |
| N. Iachemet    | 0        | 0       | 0           | 0          | -            | -            | -            | -            | 0        | 0      | 0           | 0          |
| V. Italiano    | 17       | 4       | 4           | 0          | -            | -            | -            | -            | 17       | 4      | 4           | 0          |
| A. Iunco       | 25       | 6       | 5           | 1          | 1            | 0            | 0            | 0            | 26       | 6      | 5           | 1          |
| D. Lorenzi     | -        | -       | -           | -          | 0            | 0            | 0            | 0            | 0        | 0      | 0           | 0          |
| F. Lovatin     | -        | -       | -           | -          | 1            | 0            | 0            | 0            | 1        | 0      | 0           | 0          |
| M. Mancinelli  | 18       | 0       | 2           | 0          | 3            | 0            | 0            | 0            | 21       | 0      | 2           | 0          |
| A. Mazzola     | 39       | 0       | 5           | 1          | 3            | 0            | 0            | 0            | 42       | 0      | 5           | 1          |
| M. Melis       | 1        | 0       | 0           | 0          | -            | -            | -            | -            | 1        | 0      | 0           | 0          |
| F. Myrtaj      | 4        | 1       | 1           | 0          | 1            | 0            | 0            | 0            | 5        | 1      | 1           | 0          |
| L. Pagliuca    | 3        | 0       | 1           | 0          | 0            | 0            | 0            | 0            | 3        | 0      | 1           | 0          |
| Papa Waigo     | 30       | 4       | 2           | 0          | 3            | 0            | 0            | 0            | 33       | 4      | 2           | 0          |
| G. Pegolo      | 37       | -36     | 4           | 0          | 2            | -2           | 0            | 0            | 39       | -38    | 4           | 0          |
| L. Pinali      | 0        | 0       | 0           | 0          | 1            | 0            | 0            | 0            | 1        | 0      | 0           | 0          |
| L. Pizzinat    | 3        | 0       | 0           | 1          | -            | -            | -            | -            | 3        | 0      | 0           | 1          |
| A. Rosina      | 17       | 2       | 4           | 0          | -            | -            | -            | -            | 17       | 2      | 4           | 0          |
| A. Šerić       | -        | -       | -           | -          | 1            | 0            | 1            | 0            | 1        | 0      | 1           | 0          |
| E. Soligo      | 11       | 0       | 1           | 0          | -            | -            | -            | -            | 11       | 0      | 1           | 0          |
| C. Teodorani   | 0        | 0       | 0           | 0          | -            | -            | -            | -            | 0        | 0      | 0           | 0          |
| M. Turati      | 5        | 0       | 2           | 1          | -            | -            | -            | -            | 5        | 0      | 2           | 1          |
| J. Vanstrattan | 5        | -11     | 0           | 0          | 1            | -3           | 0            | 0            | 6        | -14    | 0           | 0          |